# Łymaniwka
Łymaniwka (ukr. Лиманівка) – osiedle na Ukrainie, w obwodzie charkowskim, w rejonie łozowskim, w hromadzie Łozowa. W 2001 liczyło 7332 mieszkańców, spośród których 6475 wskazało jako ojczysty język ukraiński, 811 rosyjski, 2 mołdawski, 1 bułgarski, 6 białoruski, 26 romski, 1 słowacki, 8 inny, a 2 osoby się nie zadeklarowały.
W 2024 roku zmieniono nazwę miejscowości z Paniutyne na Łymaniwka.